# Gemini Park Tarnów
Gemini Park Tarnów – największe w regionie tarnowskim centrum handlowe, o łącznej powierzchni ok. 80 tys. m² (w tym 42,5 tys. m² powierzchni najmu GLA), usytuowane w północnej części Tarnowa przy ul. Nowodąbrowskiej 127 w sąsiedztwie największych w mieście osiedli mieszkaniowych dla ok. 40 tys. mieszkańców (między osiedlem Legionów, Westerplatte i ul. Marynarki Wojennej), w dzielnicy Grabówka, na osiedlu Jasna. Znajduje się w nim około 130 sklepów oraz punktów gastronomicznych i usługowych.

## Inwestycja
Inwestorem i deweloperem centrum handlowego jest spółka Gemini Holding, specjalizująca się w realizacji obiektów komercyjnych, której właścicielem jest Rafał Sonik. Spółka Gemini Holding jest właścicielem również Gemini Park Bielsko-Biała i Gemini Park Tychy. Inicjatorem powstania centrum handlowego w Tarnowie był Rafał Sonik. Prace przygotowawcze rozpoczęły się wiosną 2008, prace budowlane ruszyły latem 2008, wmurowanie kamienia węgielnego odbyło się 22 października 2008. Uroczyste otwarcie Gemini Park Tarnów nastąpiło 25 sierpnia 2010 po blisko dwudziestu sześciu miesiącach budowy. W ramach inwestycji o wartości powyżej 500 milionów złotych powstał również budynek placówki dla dzieci, prowadzonej przez Stowarzyszenie Siemacha. Koszt budowy obiektu na cele społeczne wyniósł ok. 7 mln zł. Dodatkowo zrealizowano działania offsetowe na rzecz miasta Tarnowa o łącznej wartości ok. 20 mln zł.

### Lokalizacja
- bliskość autostrady A4 prowadzącej w kierunku wschodnim do Rzeszowa i zachodnim do Krakowa
- położenie przy drodze nr 73 w kierunku Kielc
- komunikacja autobusowa (autobus odjeżdżający spod Gemini, połączenia z centrum miasta z przystanków oddalonych do 3 min. pieszo: linia nr 2, 3, 5, 14, 24, 30, 33, 41, 46, 48)
- sąsiedztwo największych w mieście osiedli mieszkaniowych o potencjale ok. 40 tys. osób

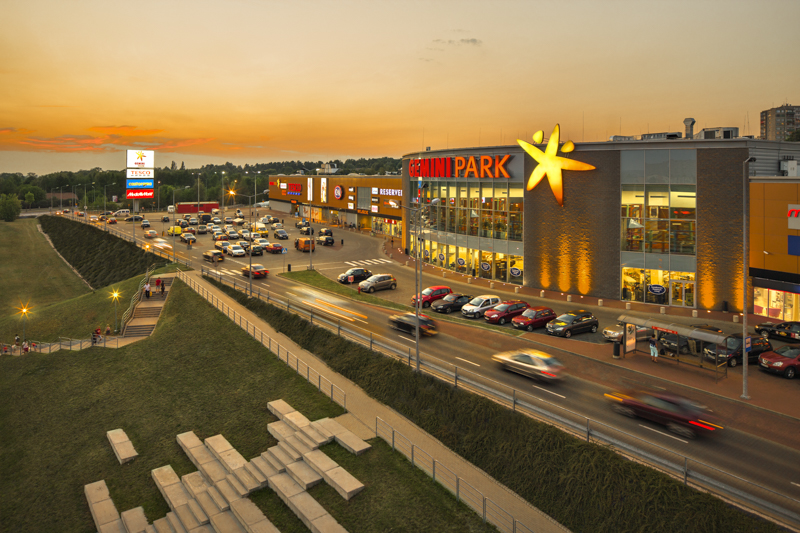
Wieczorem, widok od wschodu

### Nazwa
Gemini Park to wspólna nazwa centrów handlowych, należących do Gemini Holding. W maju 2009 w Bielsku-Białej otwarte zostało Gemini Park Bielsko-Biała o powierzchni najmu 27 500 m², które w 2014 zostało rozbudowane o 12 500 m². Po rozbudowie obiekt posiada jedną z największych powierzchni w regionie (ponad 40 tys. m² GLA). Następnie, 21 marca 2018, otwarto Gemini Park Tychy o powierzchni 36 tys. m². W początkowej fazie inwestycji w Tarnowie centrum miało się nazywać Gemini Jasna Park, ze względu na lokalizację na osiedlu Jasna, ostatecznie nadano nazwę Gemini Park Tarnów, aby podkreślić przynależność do miasta i regionu, a nie tylko do jego dzielnicy.

### Logo
Gemini Park posługuje się identyfikacją, w skład którego wchodzi logotyp i sygnet. Logotyp to nazwa własna centrum handlowego, a sygnet jest to oryginalna, dynamiczna, swobodna forma. „Geminek” (nazwa logo nadana przez klientów) przypomina gwiazdkę, jednak są to dwie postaci, które trzymają się za ręce, w tanecznej pozie. Logo Gemini wykorzystywane jest na wszystkich elementach promujących markę, tj. na terenie Centrum, projektach kampanii reklamowych, materiałach promocyjnych, papierze firmowym, wizytówkach itd.

## Działalność
Gemini Park Tarnów posiada w ofercie marki sieciowe i lokalne. Jako jeden z największych ośrodków zatrudnienia w Tarnowie (3. miejsce wśród firm i instytucji) stwarza miejsce pracy dla ponad 1000 osób. Centrum handlowe współpracuje z lokalnymi firmami, przedsiębiorstwami, klubami sportowymi i innymi instytucjami. Corocznie centrum odwiedza ponad 6 mln klientów. Zarządcą obiektu jest firma GREM Gemini Holding.

### Odpowiedzialność społeczna (CSR)
Gemini Park Tarnów realizuje społeczną misję biznesu, angażując się w przedsięwzięcia, do których należy ścisła współpraca ze Stowarzyszeniem Siemacha. W efekcie wieloletniego partnerstwa, w sąsiedztwie centrum handlowego powstał 3-kondygnacyjny obiekt o powierzchni około 2 tys. m², wyposażony w pracownie i gabinety dla dzieci. Jest to pierwsza w historii placówka otwarta przy galerii handlowej. Z oferty placówki korzysta ok. 200 dzieci z Tarnowa i okolic. W obiekcie mieści się ogólnodostępny fitness Com-Com Zone, prowadzony także przez stowarzyszenie.

## Nagrody
2011:
- Wyróżnienie jako jedno z czterech najlepszych centrów handlowych otwartych w Polsce w 2010 r.,
- Nagroda specjalna Jury Shopping Center Awards za społeczne zaangażowanie biznesu,

2012:
- Nagroda „Uskrzydlony 2011”, która została przyznana Rafałowi Sonikowi, Prezesowi Gemini Holding, firmy zarządzającej tarnowskim centrum, w kategorii „firmy kreujące rozwój Małopolski i Podkarpacia”,
- Nagroda za najlepszą kampanię wizerunkową centrum handlowego za akcję „Zamieszkaj w Gemini” w konkursie Polskiej Rady Centrów Handlowych,
- Nagroda Social Responsiblity Award za stworzenie placówki Stowarzyszenia SIEMACHA w zakresie społecznej odpowiedzialności biznesu, która przyznana została przez redakcję miesięcznika Shopping Center Poland oraz branżowego portalu Retailnet.pl

2013
- Wyróżnienie w kategorii: Kampania Public Relations 2013 za kampanię „Gemini TV” w konkursie PRCH Retail Awards
- Odznaczenie przez prezydenta Rzeczypospolitej Polskiej Bronisława Komorowskiego Srebrnym Krzyżem za zasługi dla rozwoju i upowszechniania sportu dla Rafała Sonika (zdobywcę trzeciego miejsca w Rajdzie Dakar oraz Pucharu Świata FIM, inwestora i właściciela Centrów Handlowych Gemini Park)

2016
- Nagroda HumanitAS za najlepsze działania w zakresie społecznej odpowiedzialności biznesu (CSR) przyznana podczas II Kongresu Praktyków Biznesu w Sosnowcu.

2017
- Polska Rada Centrów Handlowych wyróżniła Gemini Park Tarnów w kategorii kampania Public Relations Centrum Handlowego roku 2017, za kampanię „Jestem ZA rozbudową Gemini Park Tarnów”, w ramach której zebrano ponad 43 tys. głosów opowiadających się za projektem powiększenia centrum handlowego.